# Łoknia (rejon sumski)
Łoknia  (ukr. Локня, ros. Локня) – wieś we wschodniej Ukrainie, w rejonie sumskim obwodu sumskiego.

## Geografia
Miejscowość położona jest nad rzeką Łoknia, 15,5 km do najbliższego miasta (Sudża), 32 km od centrum administracyjnego rejonu i całego obwodu (Sumy).

## Demografia
W 2001 r. miejscowość liczyła sobie 372 mieszkańców.